# Roberta Farinelli
Roberta Farinelli (Roma, 6 de febrero de 1970) es una deportista italiana que compitió en natación sincronizada. Ganó tres medallas de bronce en el Campeonato Europeo de Natación entre los años 1991 y 1995.

## Palmarés internacional
| Campeonato Europeo | Campeonato Europeo      | Campeonato Europeo | Campeonato Europeo |
| Año                | Lugar                   | Medalla            | Prueba             |
| ------------------ | ----------------------- | ------------------ | ------------------ |
| 1991               | Atenas (Grecia)         | Medalla de bronce  | Equipo             |
| 1993               | Sheffield (Reino Unido) | Medalla de bronce  | Equipo             |
| 1995               | Viena (Austria)         | Medalla de bronce  | Equipo             |